# Solec Kujawski
Solec Kujawski (in tedesco Schulitz) è un comune urbano-rurale polacco del distretto di Bydgoszcz, nel voivodato della Cuiavia-Pomerania.
Ricopre una superficie di 175,35 km² e nel 2004 contava 16055 abitanti.

## Distretti amministrativi
- Solec Kujawski Makowiska (centro urbano)
- Otorowo
- Przyłubie
- Wypaleniska
- Makowiska

## Massacro durante la Seconda guerra mondiale
Durante l'invasione tedesca della Polonia del 1939, alcuni soldati della Wehrmacht e membri locali di etnia tedesca, uccisero 44 cittadini del posto; Alcune delle vittime furono brutalmente trucidate con i calci dei fucili.

## Luoghi di interesse
nella parte meridionale della città vi è installata  L'antenna ad onde lunghe di Solec Kujawski.

## Economia

### Aziende
Nel comune è presente la sede della Solbus, casa produttrice di autobus.